# Oyri
Oyri [ˈɔiɹɪ] (dänisch: Øre) ist ein Ort der Färöer an der Westküste Eysturoys.

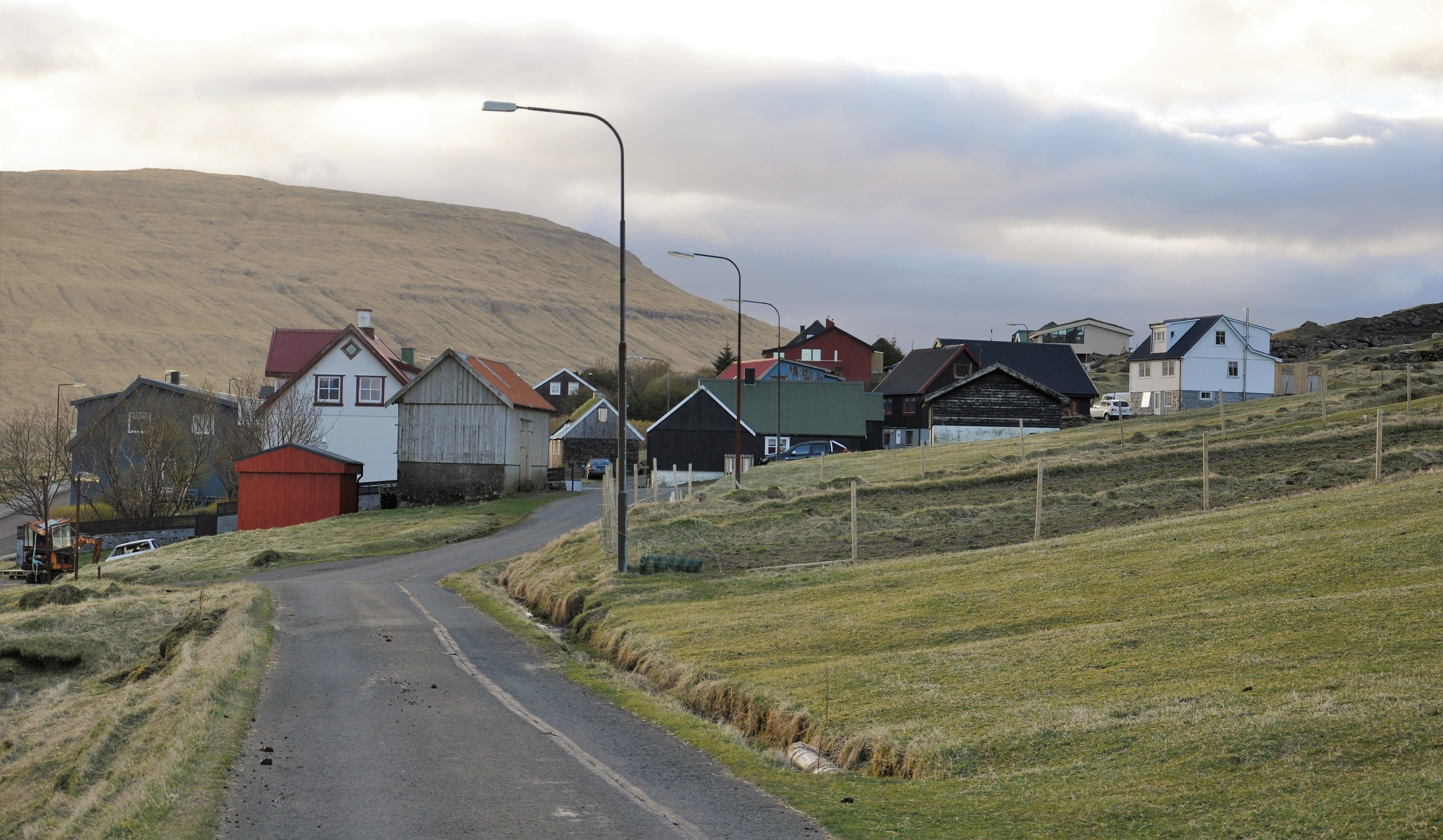
Oyri

Oyri befindet sich südlich des Nachbarortes Oyrarbakki am Sund (Sundini) zwischen Eysturoy und Streymoy. Hier endet die Straße entlang der Westküste nach Süden.
Um den weiter südlich gelegenen Ort Selatrað an derselben Küste zu erreichen, müssen Autofahrer mehr als 35 Kilometer Umweg in Kauf nehmen. Über einen Wanderweg kann man von hier landeinwärts nach Skálafjørður gelangen.

## Persönlichkeiten
- Edmund Joensen (* 1944), ehemaliger Ministerpräsident der Färöer

## Weblinks

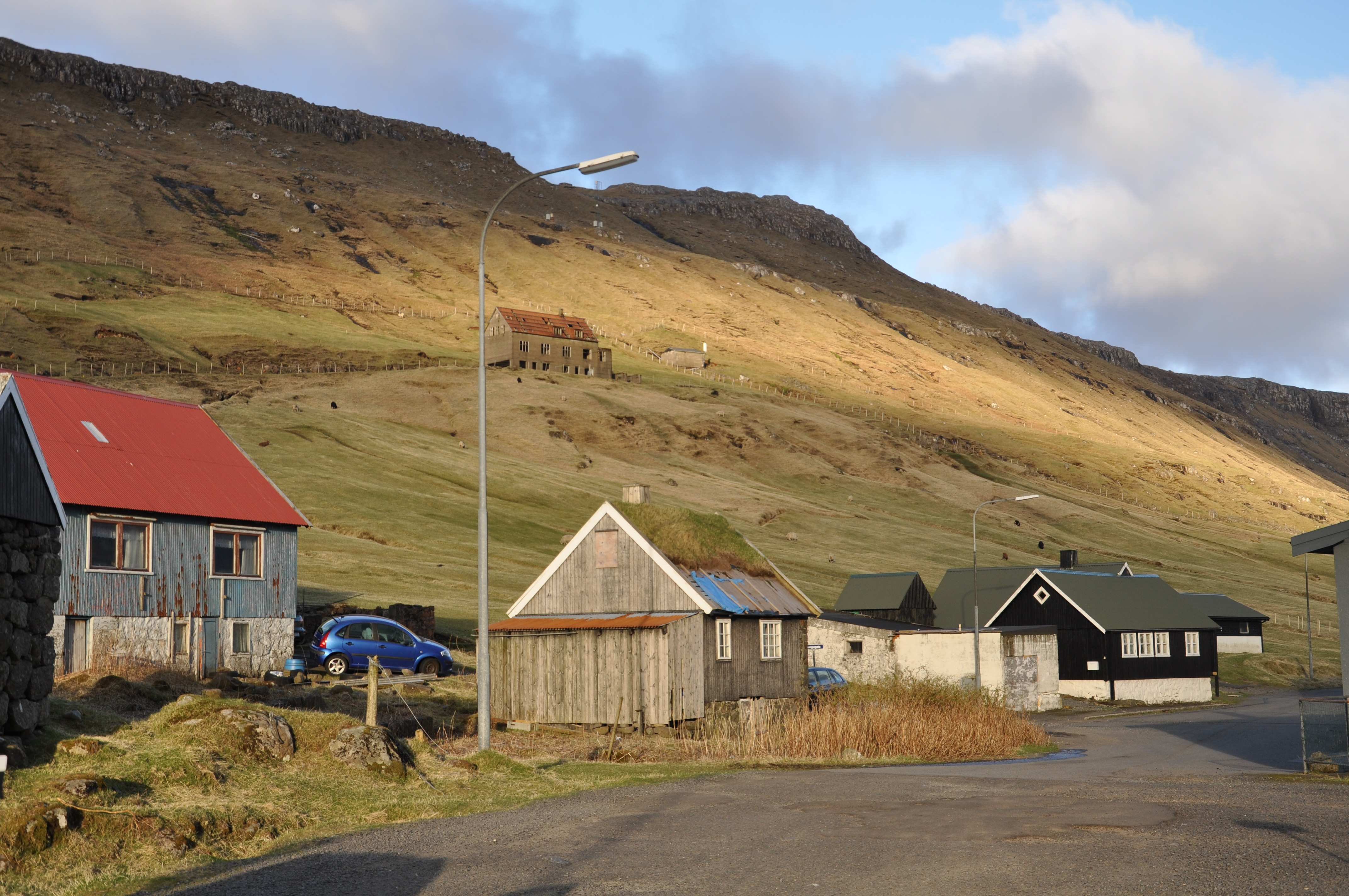
Oyri am Abend

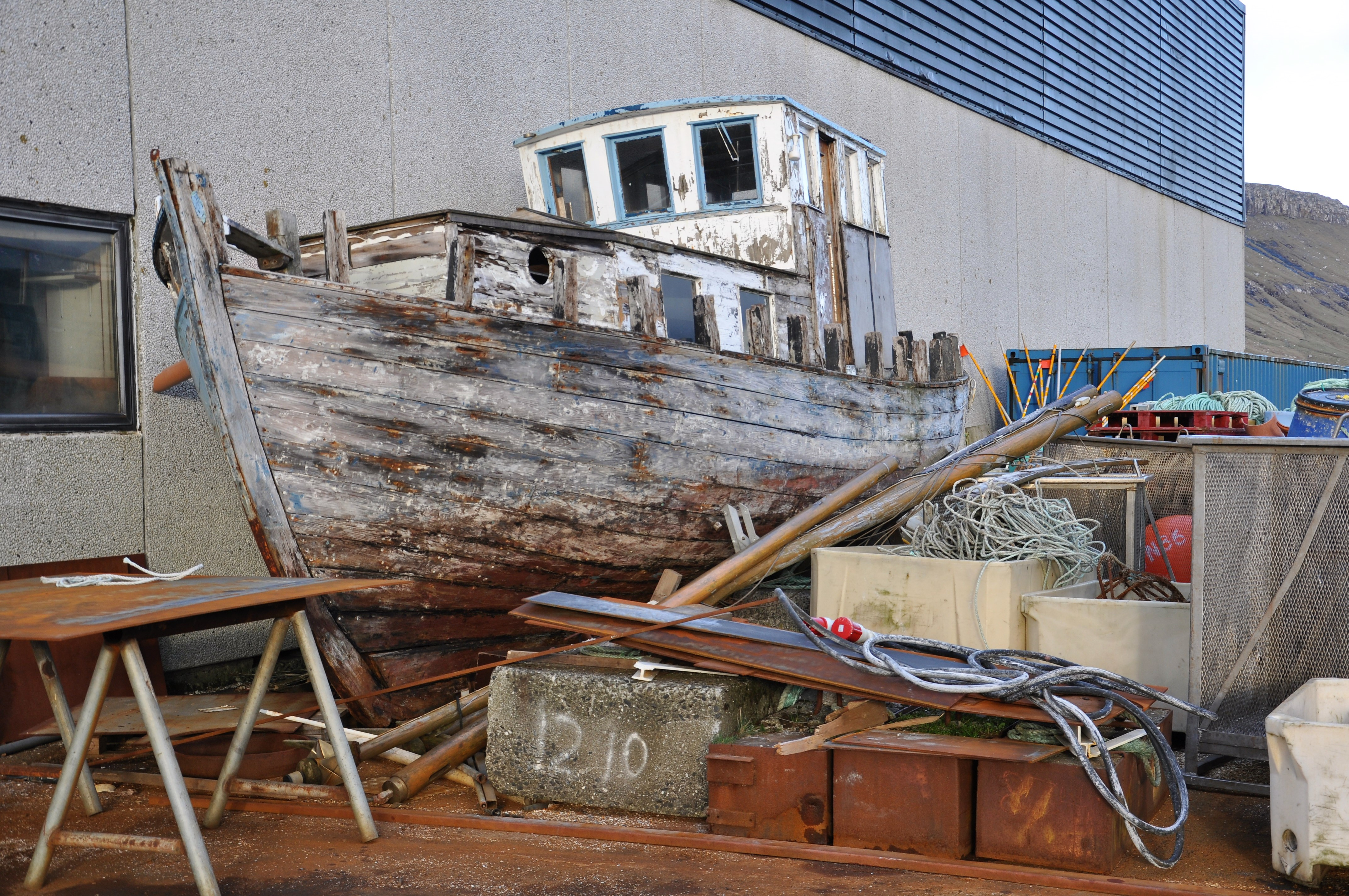
Altes färöisches Boot im Hafen